# Liste der Baudenkmäler in Eberfing

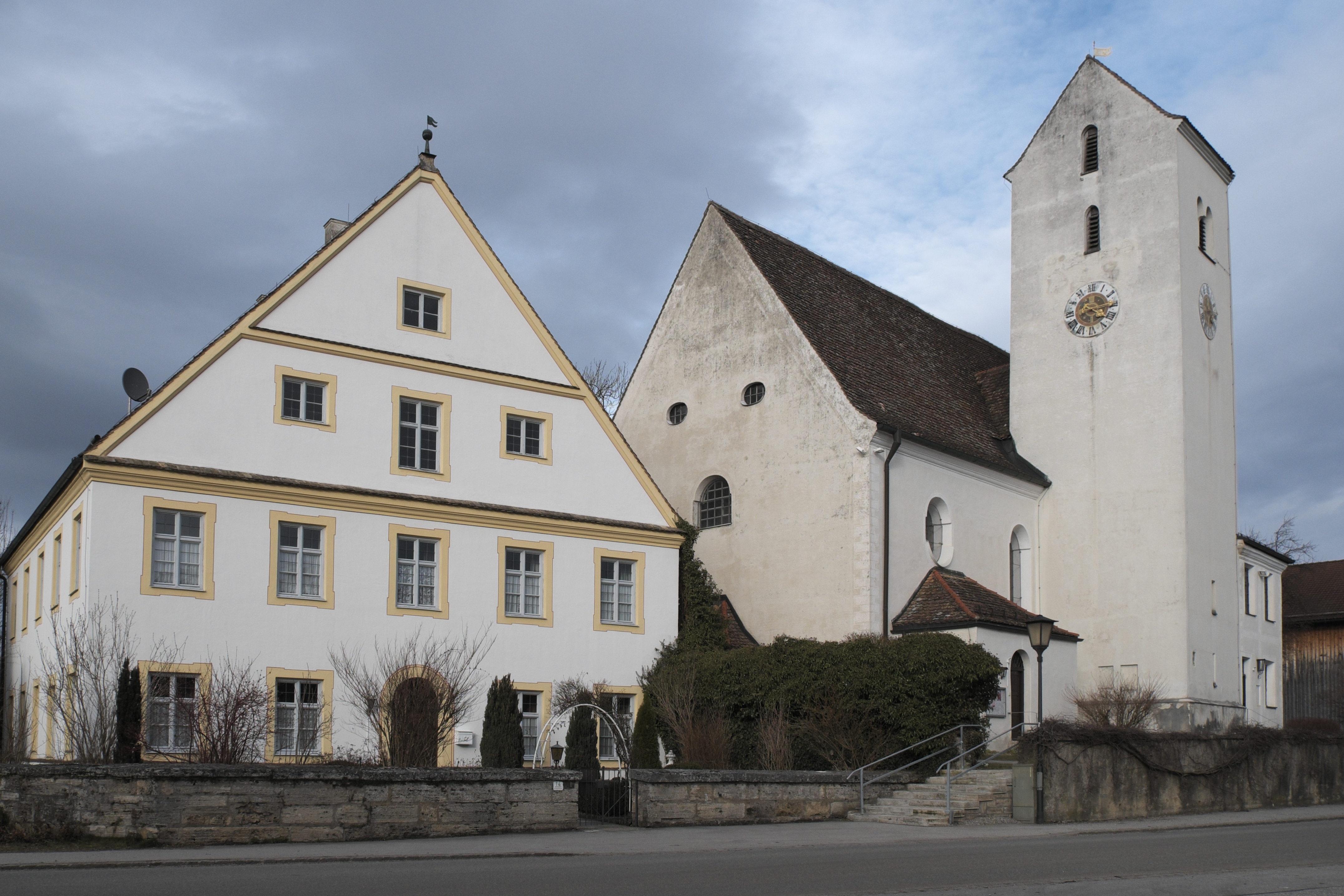
Pfarrhaus und Kirche St. Laurentius in Untereberfing

Auf dieser Seite sind die Baudenkmäler in der oberbayerischen Gemeinde Eberfing zusammengestellt. Diese Tabelle ist eine Teilliste der Liste der Baudenkmäler in Bayern. Grundlage ist die Bayerische Denkmalliste, die auf Basis des Bayerischen Denkmalschutzgesetzes vom 1. Oktober 1973 erstmals erstellt wurde und seither durch das Bayerische Landesamt für Denkmalpflege geführt wird. Die folgenden Angaben ersetzen nicht die rechtsverbindliche Auskunft der Denkmalschutzbehörde.

## Baudenkmäler nach Ortsteilen

### Arnried
| Lage                 | Objekt                      | Beschreibung | Akten-Nr.              | Bild           |
| -------------------- | --------------------------- | --- | ---------------------- | -------------- |
| Arnried 1 (Standort) | Bauer                       | Zugehörig zweigeschossiger Getreidekasten, bezeichnet mit dem Jahr 1595. | D-1-90-120-12 Wikidata | BW             |
| Arnried 2 (Standort) | Schwaighofer                | Zugehörig obergeschossiger Getreidekasten, zweite Hälfte 17. Jahrhundert. | D-1-90-120-13 Wikidata | Schwaighofer   |
| Arnried 3 (Standort) | Weschler                    | Zugehörig obergeschossiger Getreidekasten, Ende 16. Jahrhundert. | D-1-90-120-14 Wikidata | Weschler       |
| Arnried 7 (Standort) | Kirche St. Hilaria und Afra | Katholische Filialkirche, verputzter Saalbau mit stark eingezogenem Polygonalchor, ehemalige spätmittelalterliche Chorturmanlage mit barockem Langhaus von 1759; mit Ausstattung. | D-1-90-120-11 Wikidata | weitere Bilder |

### Obereberfing
| Lage                    | Objekt       | Beschreibung                                                              | Akten-Nr.              | Bild |
| ----------------------- | ------------ | ------------------------------------------------------------------------- | ---------------------- | ---- |
| Quellenweg 1 (Standort) | Simonanderer | Zugehörig erdgeschossiger Getreidekasten, zweite Hälfte 16. Jahrhundert.  | D-1-90-120-21 Wikidata | BW   |
| Quellenweg 3 (Standort) | Scherer      | Zugehörig obergeschossiger Getreidekasten, zweite Hälfte 17. Jahrhundert. | D-1-90-120-22 Wikidata | BW   |

### Untereberfing
| Lage                                                                                 | Objekt                                 | Beschreibung | Akten-Nr.              | Bild              |
| ------------------------------------------------------------------------------------ | -------------------------------------- | --- | ---------------------- | ----------------- |
| An der Ecke Weilheimer/Haarseestraße (Standort)                                      | Mariensäule                            | Denkmal von 1892 mit Muttergottesfigur. | D-1-90-120-29 Wikidata | BW                |
| Escherstraße 9 (Standort)                                                            | Unsere Liebe Frau                      | Katholische Filialkirche, 1653/54 erbaut; mit Ausstattung. – Östlich Rest der alten Friedhofsmauer, mit Aufgang, 17./18. Jahrhundert. | D-1-90-120-2 Wikidata  | Unsere Liebe Frau |
| Ettinger Straße 8 (Standort)                                                         | Gemeindehaus                           | Eingeschossig mit Steildach, 1802/03. | D-1-90-120-3 Wikidata  | Gemeindehaus      |
| Ettinger Straße 11 (Standort)                                                        | Schmittner                             | Zugehörig zweigeschossiger Getreidekasten, bezeichnet mit dem Jahr 1545. | D-1-90-120-4 Wikidata  | BW                |
| Ettinger Straße 12 (Standort)                                                        | Katholische Pfarrkirche St. Laurentius | Turm spätromanisch, sonst Neubau 1689/90; mit Ausstattung. | D-1-90-120-1 Wikidata  | weitere Bilder    |
| Ettinger Straße 14 (Standort)                                                        | ehemaliger Pfarrhof                    | ehemaliges Pfarrhaus, zweigeschossiger Putzbau mit steilem Satteldach und Geschossgliederung am Giebel, 1759/60; ehemaliger Pfarrstadel, verbretterter Ständerbau mit Längstenne und Flachsatteldach, gleichzeitig; Einfriedung, Tuffstein mit Deckplatte, 1. Hälfte 19. Jahrhundert | D-1-90-120-5 Wikidata  | weitere Bilder    |
| Ettinger Straße 20 (Standort)                                                        | Bichlmoar                              | Zugehörig großer, zweigeschossiger Getreidekasten, bezeichnet mit dem Jahr 1553, Überbau mit Flachsatteldach, 18./19. Jahrhundert. | D-1-90-120-6 Wikidata  | Bichlmoar         |
| Fichtenstraße 5 (Standort)                                                           | Feierabend                             | Bauernhaus mit Flachsatteldach und Traufbundwerk, 18. /19. Jahrhundert. | D-1-90-120-7 Wikidata  | BW                |
| Hauptstraße 17 (Standort)                                                            | Kapelle                                | Zugehörig kleine Lourdeskapelle, um 1900. | D-1-90-120-8 Wikidata  | BW                |
| Mühlgasse 9 (Standort)                                                               | Müller                                 | Ehemalige Mühle mit Steilsatteldach und Putzverzierungen, Mitte 19. Jahrhundert. | D-1-90-120-10 Wikidata | Müller            |
| Nördlich des Orts an der Abzweigung der Straße nach Hirschberg a. Haarsee (Standort) | Wegweiser                              | Gusseisen, um 1860/70. | D-1-90-120-30 Wikidata | BW                |

### Andere Ortsteile
| Lage                                                                  | Objekt                | Beschreibung                                                                           | Akten-Nr.              | Bild           |
| --------------------------------------------------------------------- | --------------------- | -------------------------------------------------------------------------------------- | ---------------------- | -------------- |
| Eichendorf 8 (Standort)                                               | St. Leonhard          | Katholische Kapelle, 1667 erbaut, 1885 erweitert; mit Ausstattung.                     | D-1-90-120-15 Wikidata | St. Leonhard   |
| Eichendorf 1 (Standort)                                               | Stutz                 | Zugehörig zweigeschossiger Getreidekasten, Mitte 17. Jahrhundert.                      | D-1-90-120-16 Wikidata | BW             |
| Hohenkasten (Standort)                                                | Kapelle               | Katholische Kapelle, erbaut 1840; mit Ausstattung.                                     | D-1-90-120-17 Wikidata | Kapelle        |
| Linden (Standort)                                                     | St. Johann Nepomuk    | Katholische Kapelle. Spätklassizistischer Bau von 1834; mit Ausstattung.               | D-1-90-120-18 Wikidata | BW             |
| Ludwigsried 1 (Standort)                                              | Getreidekasten        | Obergeschossig mit neuerem Überbau, 3. Viertel 17. Jahrhundert                         | D-1-90-120-20 Wikidata | BW             |
| In Ludwigsried (Standort)                                             | Hofkapelle            | Bezeichnet mit dem Jahr 1850; mit Ausstattung.                                         | D-1-90-120-19 Wikidata | BW             |
| Stadel 3 (Standort)                                                   | Jörg                  | Zugehörig obergeschossiger, zweiräumiger Getreidekasten, bezeichnet mit dem Jahr 1651. | D-1-90-120-25 Wikidata | BW             |
| Stadel 2 (Standort)                                                   | Bauer                 | Zugehörig obergeschossiger, zweiräumiger Getreidekasten, bezeichnet mit dem Jahr 1581. | D-1-90-120-24 Wikidata | BW             |
| Tratt (Standort)                                                      | Feldkapelle St. Maria | Wohl erste Hälfte 19. Jahrhundert; westlich von Stadel an der Straße nach Eberfing.    | D-1-90-120-23 Wikidata | weitere Bilder |
| Westenried, Linden 3 (Standort)                                       | Hofkapelle            | Mitte 19. Jahrhundert; mit Ausstattung.                                                | D-1-90-120-26 Wikidata | BW             |
| An der Abzweigung der Straße Eberfing-Egenried nach Linden (Standort) | Wegweiser             | Gusseisen, um 1860/70.                                                                 | D-1-90-120-27          | BW             |
| An der Abzweigung der Straße Huglfing-Linden nach Eberfing (Standort) | Wegweiser             | Gusseisen, um 1860/70.                                                                 | D-1-90-120-28          | BW             |